# Paul O'Donovan
Paul O'Donovan (* 19. dubna 1994, Lisheen) je irský veslař. Je nejúspěšnějším irským veslařem všech dob. V disciplíně dvojskif lehkých vah získal zlatou medaili na olympijských hrách v Tokiu, které se konaly roku 2021 (ve dvojici s Fintanem McCarthym), a stříbro na předchozí olympiádě v Riu roku 2016 (s bratrem Garym). Medaile z Ria byla první irskou veslařskou medailí v historii. Na hrách v Tokiu zvítězila jeho posádka ve světovém rekordu. Ve stejné disciplíně je rovněž dvojnásobným mistrem světa, jeden titul získal s bratrem (2018), jeden s McCarthym (2019). Dvakrát též triumfoval na mistrovství Evropy, jednou s Garym (2016), jednou s McCarthym (2021). Dvakrát také získal titul mistra světa v kategorii skif lehkých vah. (2016, 2017) Studuje lékařství na University College Cork.